# FIL-Sommerrodel-Cup 2023
Der FIL-Sommerrodel-Cup 2023 wurde als 30. Auflage des von der Fédération Internationale de Luge veranstalteten Sommerrodel-Cups am 2. September 2023 auf der Rennschlittenbahn „Wolfram Fiedler“ in Ilmenau ausgetragen. Es fanden Wettbewerbe in den Altersklassen Elite/Junioren und Jugend A statt. Das ursprünglich für den 1. September geplante Training musste witterungsbedingt abgesagt werden.

## Titelverteidiger
Beim FIL-Sommerrodel-Cup im September 2022 siegten Max Langenhan und Dajana Eitberger in der Altersklasse Elite/Junioren sowie Sarah Marie Pflaume und Johannes Scharnagl in der Altersklasse Jugend A.

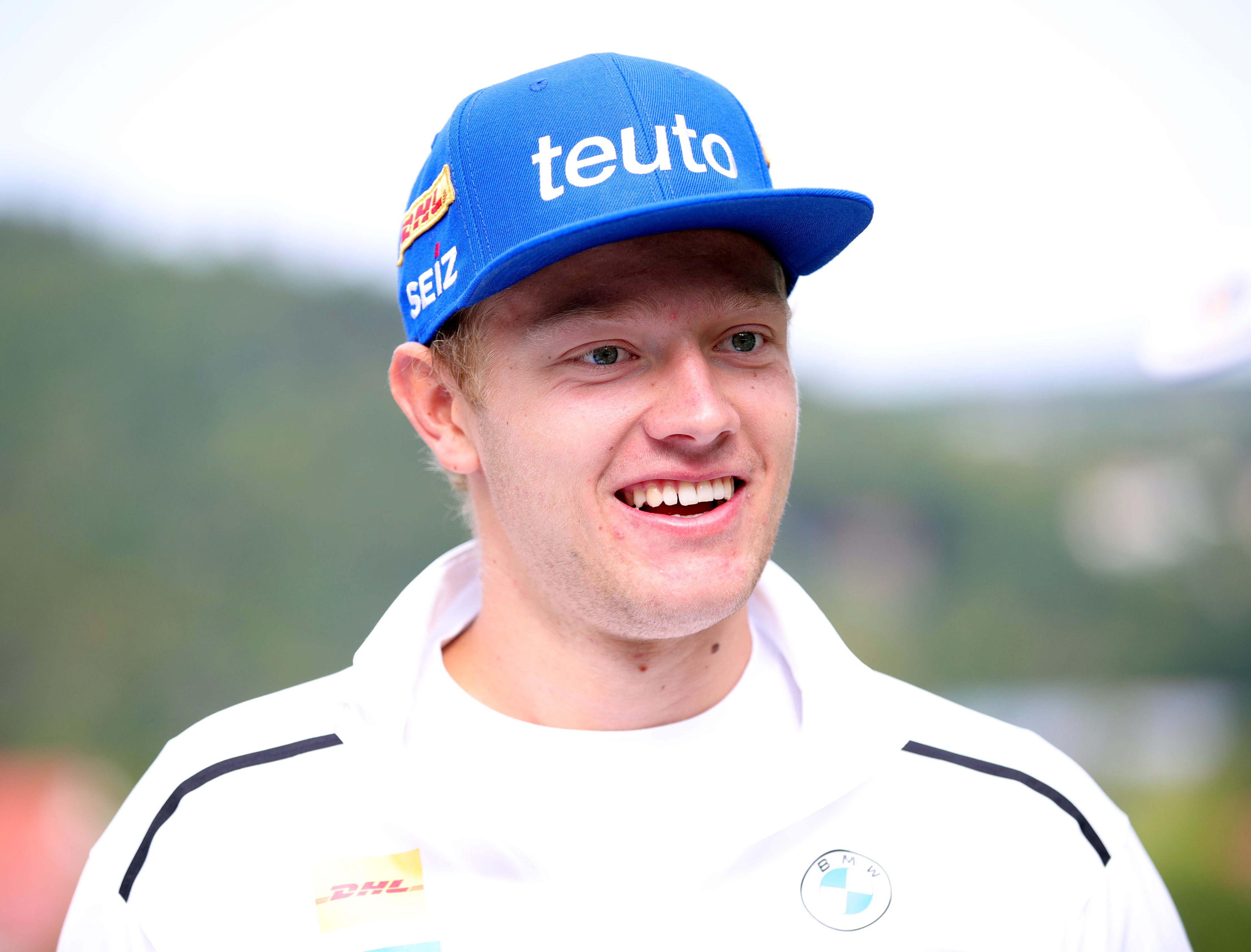
Max Langenhan
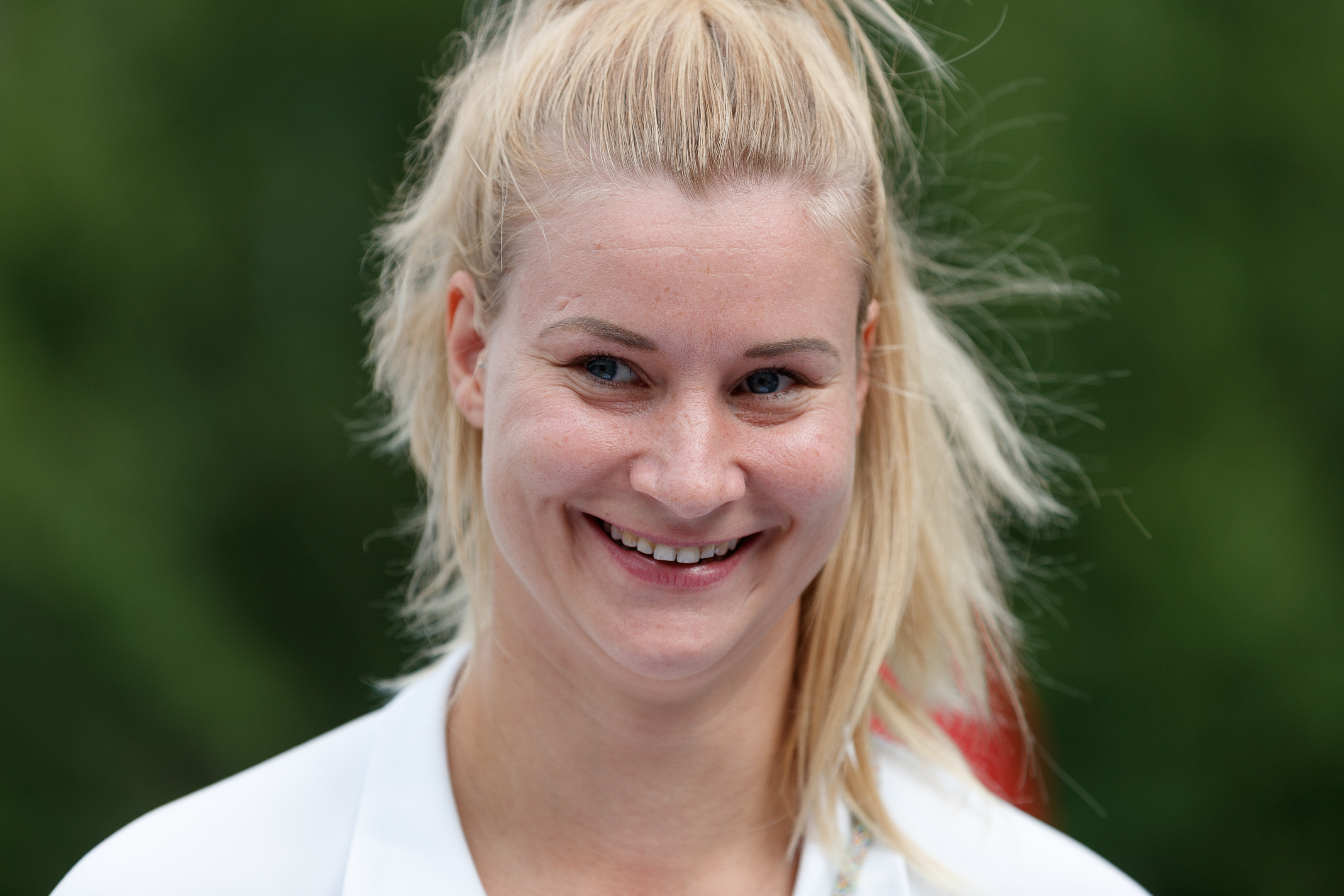
Dajana Eitberger
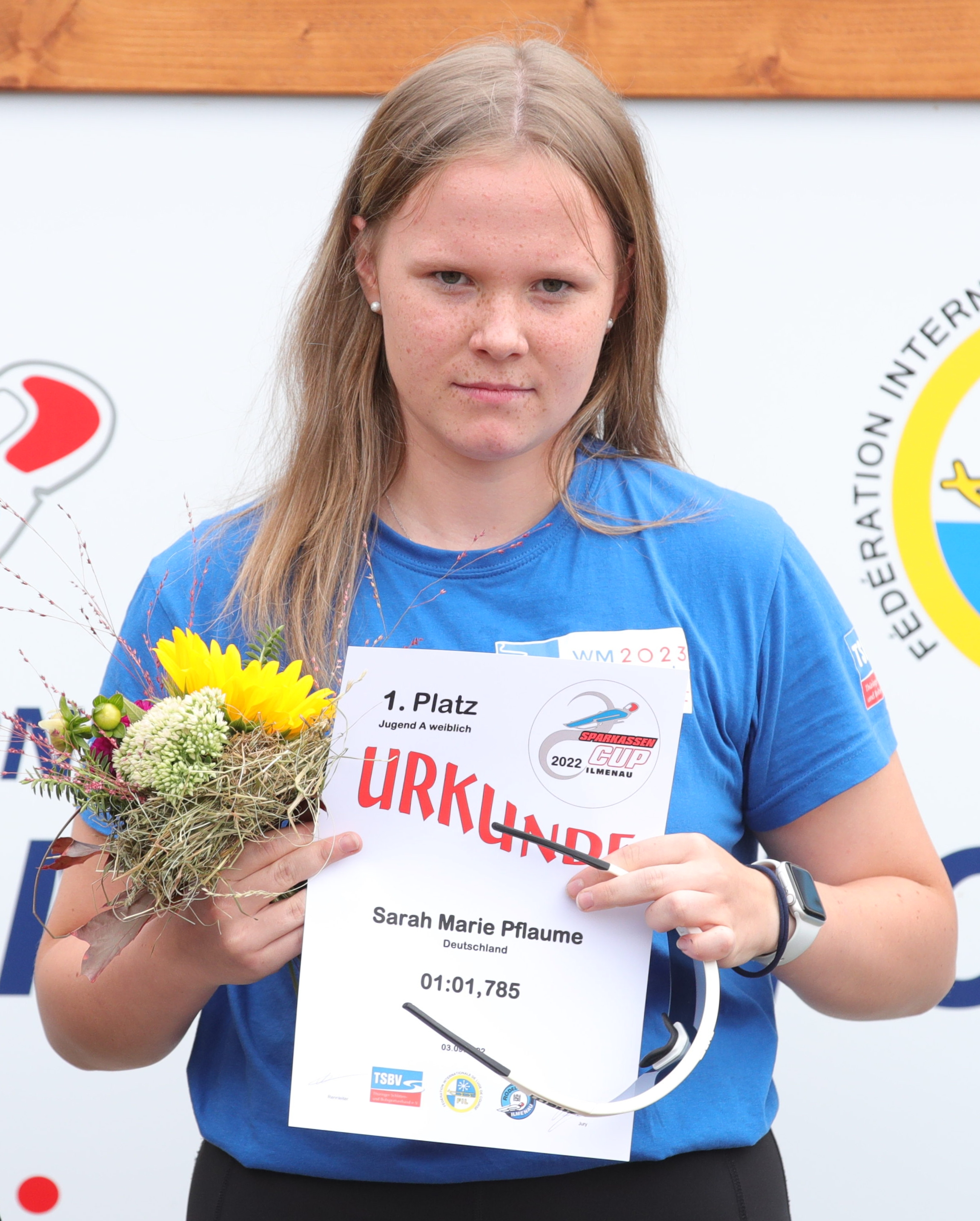
Sarah Marie Pflaume
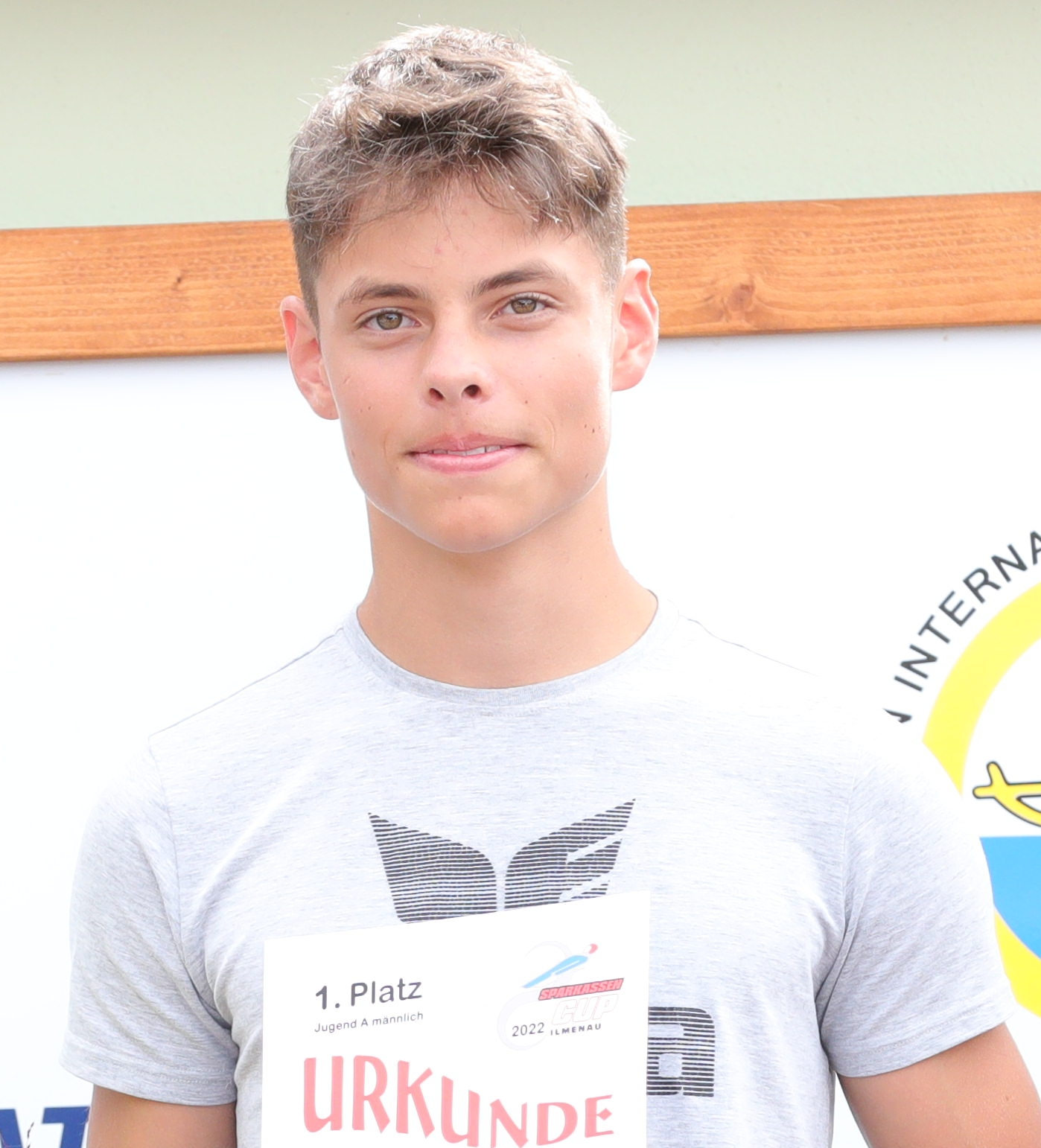
Johannes Scharnagl

## Ergebnisse

### Altersklasse Elite/Junioren

#### Männer

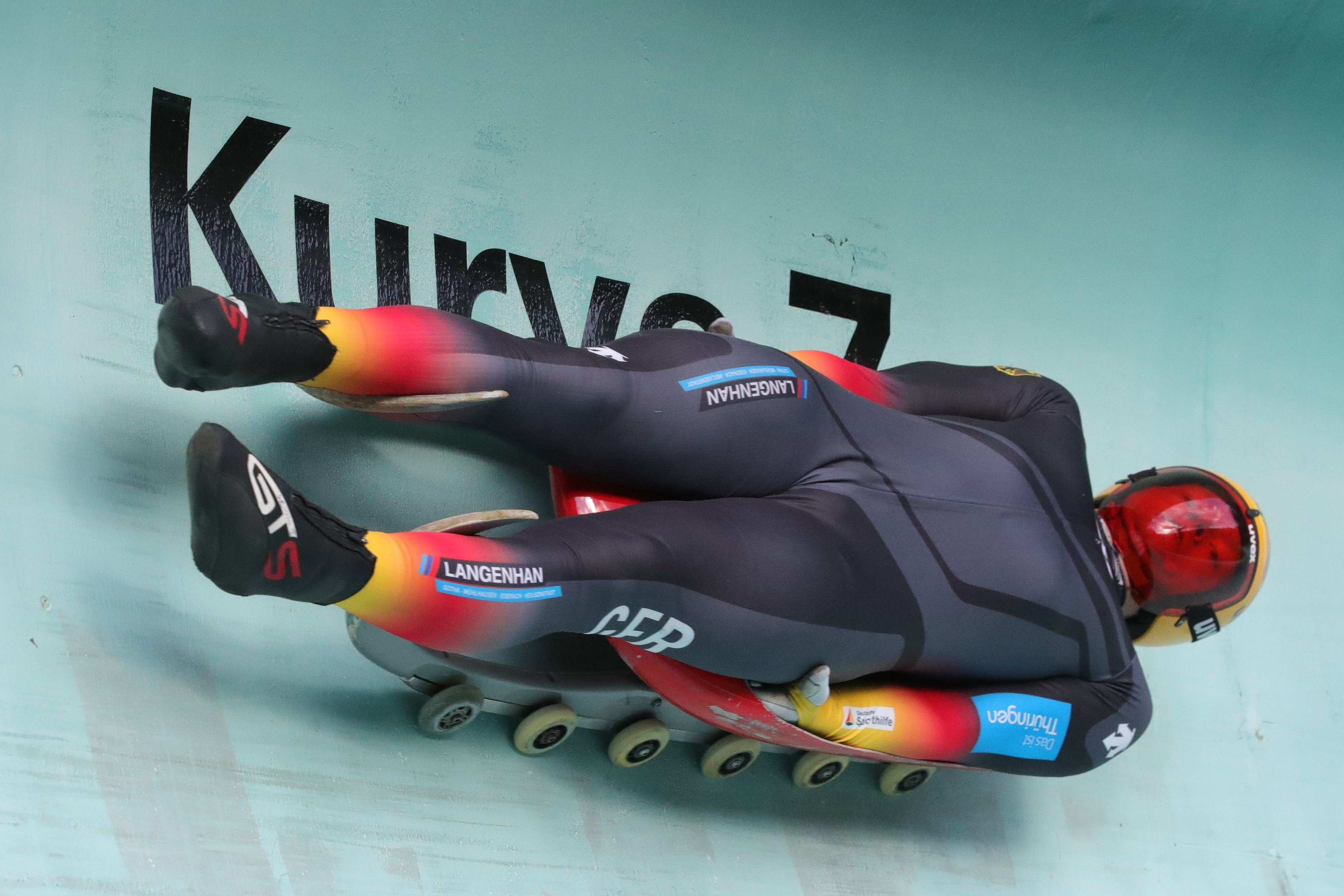
Max Langenhan

| Platz | Sportler           | Laufzeit 1    | Laufzeit 2    | Laufzeit 3    | Endzeit          |
| ----- | ------------------ | ------------- | ------------- | ------------- | ---------------- |
| 1     | Max Langenhan      | 20,409 s (1)  | 20,502 s (4)  | 20,247 s (1)  | 1:01,158 Minuten |
| 2     | Sebastian Bley     | 20,431 s (2)  | 20,523 s (6)  | 20,369 s (2)  | 1:01,323 Minuten |
| 3     | David Nößler       | 20,499 s (3)  | 20,380 s (1)  | 20,452 s (4)  | 1:01,331 Minuten |
| 4     | Max Ewald          | 20,636 s (4)  | 20,421 s (2)  | 20,391 s (3)  | 1:01,448 Minuten |
| 5     | Valentin Steudte   | 20,771 s (9)  | 20,514 s (7)  | 20,600 s (5)  | 1:01,885 Minuten |
| 6     | Louis-Max Grünbeck | 20,929 s (9)  | 20,536 s (7)  | 20,601 s (6)  | 1:02,066 Minuten |
| 7     | Jakob Jannusch     | 20,649 s (5)  | 20,706 s (10) | 20,735 s (8)  | 1:02,090 Minuten |
| 8     | Moritz Jäger       | 20,974 s (11) | 20,594 s (8)  | 20,665 s (7)  | 1:02,233 Minuten |
| 9     | Niklas Zehner      | 20,753 s (6)  | 20,696 s (9)  | 20,790 s (9)  | 1:02,239 Minuten |
| 10    | David Gleirscher   | 20,779 s (8)  | 20,442 s (3)  | 21,198 s (12) | 1:02,419 Minuten |
| 11    | Maximilian Kührt   | 20,971 s (10) | 20,999 s (11) | 20,809 s (10) | 1:02,740 Minuten |
| 12    | Tim Hofmann        | 21,300 s (12) | 21,124 s (12) | 20,919 s (11) | 1:02,454 Minuten |

#### Frauen

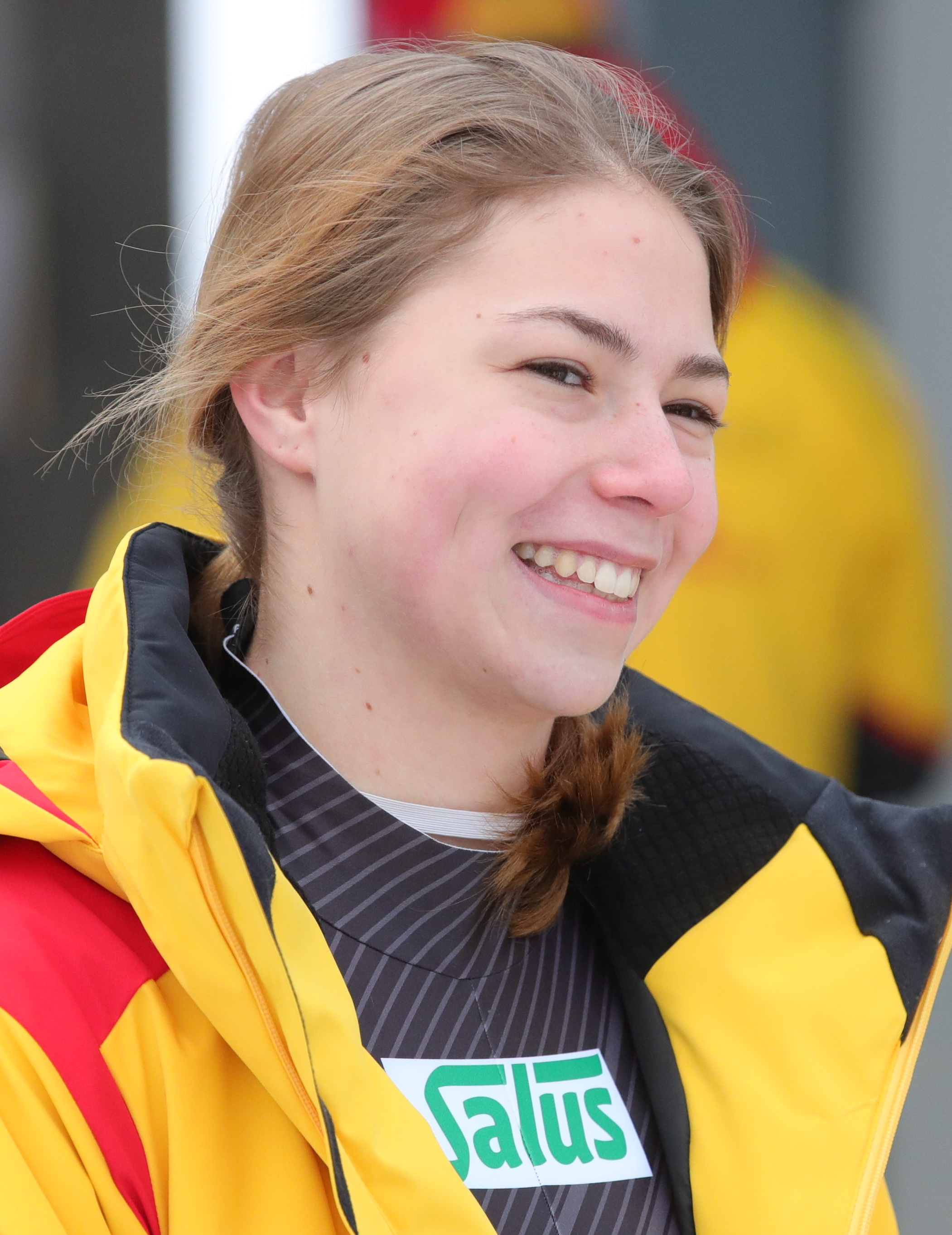
Elisa-Marie Storch

| Platz | Sportler            | Laufzeit 1   | Laufzeit 2   | Laufzeit 3   | Endzeit          |
| ----- | ------------------- | ------------ | ------------ | ------------ | ---------------- |
| 1     | Elisa-Marie Storch  | 21,062 s (1) | 21,049 s (1) | 21,081 s (2) | 1:03,192 Minuten |
| 2     | Hannah Prock        | 21,192 s (2) | 21,269 s (3) | 21,051 s (1) | 1:03,512 Minuten |
| 3     | Antonia Pietschmann | 21,306 s (4) | 21,119 s (2) | 21,103 s (3) | 1:02,622 Minuten |
| 4     | Alina Bräutigam     | 21,214 s (3) | 21,307 s (4) | 20,191 s (5) | 1:03,712 Minuten |
| 5     | Dorothea Schwarz    | 21,374 s (5) | 21,437 s (6) | 21,205 s (6) | 1:04,016 Minuten |
| 6     | Pauline Patz        | 21,813 s (6) | 21,434 s (5) | 21,151 s (4) | 1:04,398 Minuten |

### Altersklasse Jugend A

#### Männlich

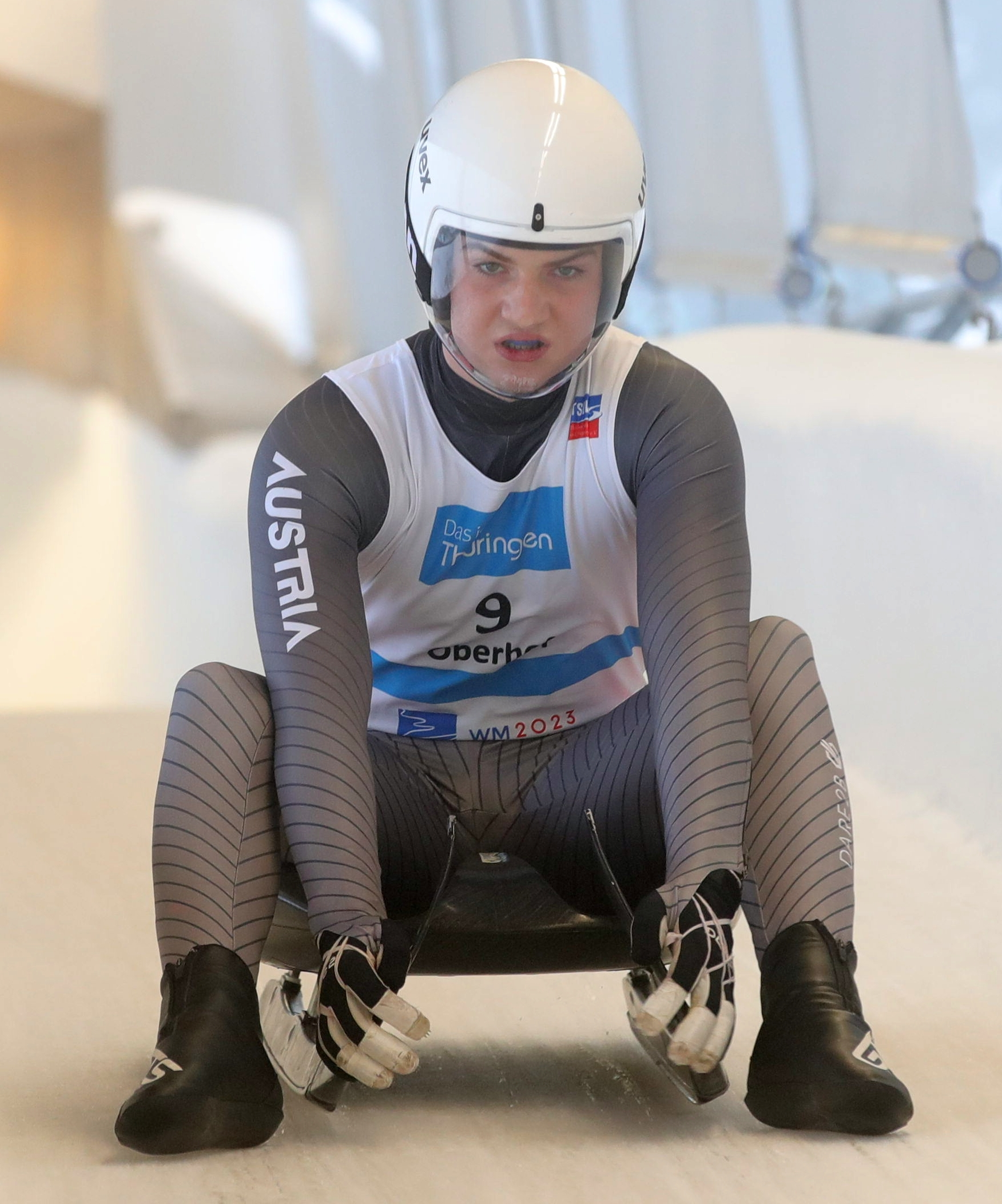
Paul Socher

| Platz | Sportler              | Laufzeit 1    | Laufzeit 2    | Laufzeit 3    | Endzeit          |
| ----- | --------------------- | ------------- | ------------- | ------------- | ---------------- |
| 1     | Paul Socher           | 20,283 s (1)  | 20,076 s (1)  | 20,181 s (1)  | 1:00,540 Minuten |
| 2     | Leon Haselrieder      | 20,284 s (2)  | 20,414 s (4)  | 20,224 s (2)  | 1:00,922 Minuten |
| 3     | Johannes Scharnagl    | 20,471 s (4)  | 20,252 s (2)  | 20,330 s (3)  | 1:01,053 Minuten |
| 4     | Nicolas Sandbichler   | 20,499 s (5)  | 20,311 s (3)  | 20,594 s (6)  | 1:01,404 Minuten |
| 5     | Manuel Weissensteiner | 20,588 s (7)  | 20,586 s (6)  | 20,374 s (4)  | 1:01,548 Minuten |
| 6     | Simon Haidegger       | 20,454 s (3)  | 20,580 s (5)  | 20,649 s (7)  | 1:01,683 Minuten |
| 7     | Moritz Schiegl        | 20,715 s (8)  | 20,751 s (8)  | 20,408 s (5)  | 1:01,874 Minuten |
| 8     | Moritz Achmüller      | 20,519 s (6)  | 20,837 s (9)  | 20,668 s (8)  | 1:02,024 Minuten |
| 9     | Andi Mair             | 21,722 s (10) | 20,711 s (7)  | 20,707 s (9)  | 1:03,140 Minuten |
| 10    | Leo Hinteregger       | 21,334 s (9)  | 20,966 s (10) | 21,146 s (10) | 1:03,446 Minuten |
| 11    | Alessandro Matthä     | 26,609 s (11) | 25,046 s (11) | 28,702 s (11) | 1:20,357 Minuten |

#### Weiblich

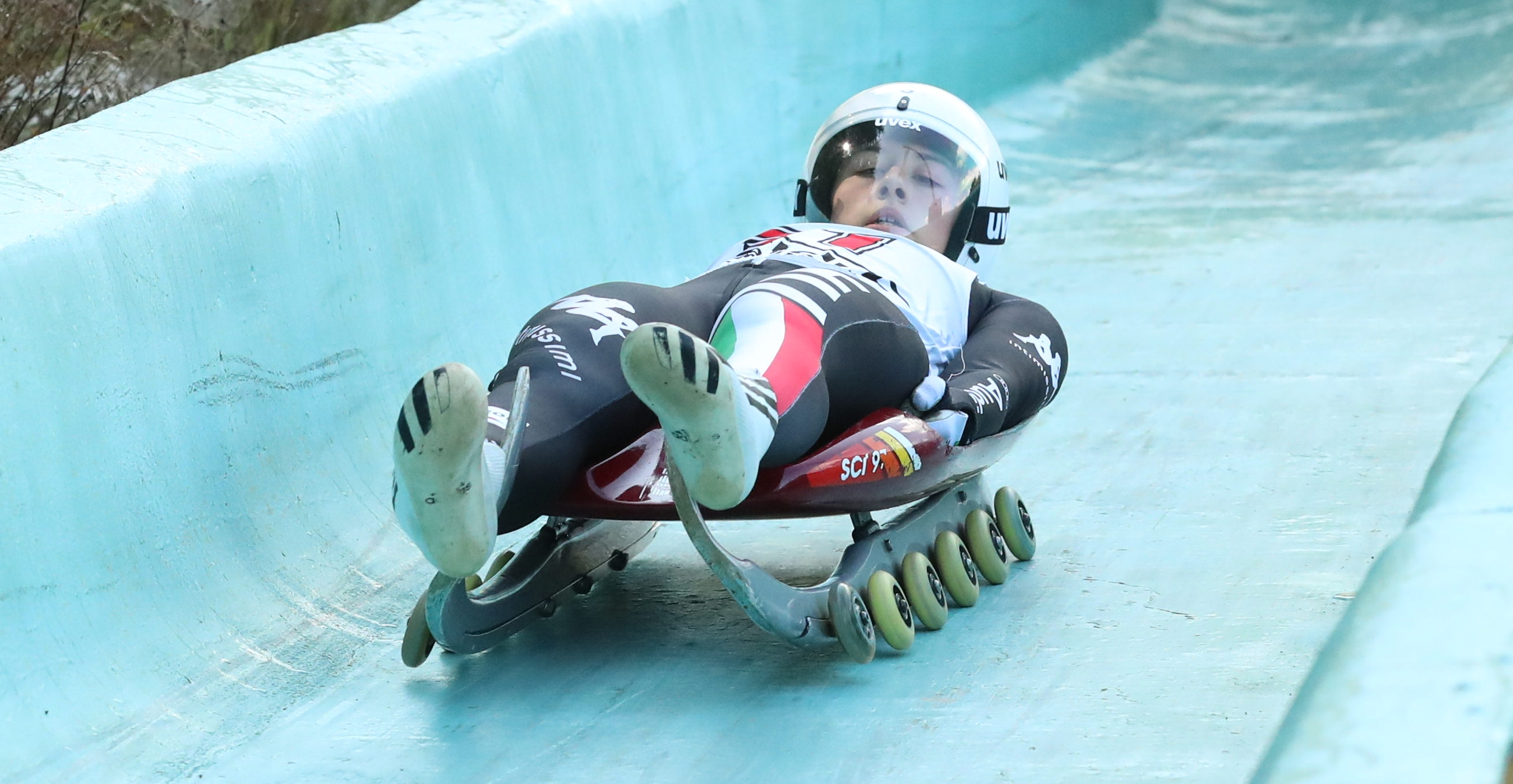
Alexandra Oberstolz

| Platz | Sportler            | Laufzeit 1    | Laufzeit 2    | Laufzeit 3    | Endzeit          |
| ----- | ------------------- | ------------- | ------------- | ------------- | ---------------- |
| 1     | Alexandra Oberstolz | 20,522 s (4)  | 20,411 s (1)  | 20,413 s (1)  | 1:01,346 Minuten |
| 2     | Marie Riedl         | 20,484 s (3)  | 20,456 s (3)  | 20,517 s (2)  | 1:01,457 Minuten |
| 3     | Helena Trampe       | 20,424 s (1)  | 20,497 s (4)  | 20,545 s (6)  | 1:01,466 Minuten |
| 4     | Clara Linda Ruß     | 20,482 s (2)  | 20,536 s (5)  | 20,540 s (5)  | 1:01,558 Minuten |
| 5     | Sarah-Marie Pflaume | 20,625 s (7)  | 20,441 s (2)  | 20,525 s (3)  | 1:01,591 Minuten |
| 6     | Josephine Buse      | 20,593 s (5)  | 20,573 s (6)  | 20,525 s (3)  | 1:01,691 Minuten |
| 7     | Viktoria Gasser     | 20,605 s (6)  | 20,587 s (7)  | 20,586 s (7)  | 1:01,778 Minuten |
| 8     | Annina Grundböck    | 20,671 s (8)  | 20,609 s (8)  | 20,662 s (10) | 1:01,942 Minuten |
| 9     | Hannah-Lene Puy     | 20,726 s (11) | 20,723 s (11) | 20,625 s (8)  | 1:02,074 Minuten |
| 10    | Katharina Kofler    | 20,725 s (10) | 20,697 s (9)  | 20,684 s (11) | 1:02,106 Minuten |
| 11    | Nina Lerch          | 20,702 s (9)  | 20,789 s (12) | 20,641 s (9)  | 1:02,132 Minuten |
| 12    | Marie Sauerteig     | 20,758 s (12) | 20,714 s (10) | 20,780 s (12) | 1:02,252 Minuten |